# Jeon So-yeon
Jeon So-yeon (n. 26 august 1998, Seul, Coreea de Sud), cunoscută ca Soyeon, este o cântăreață, rapper, compozitor și producător sud-coreean. Ea a câștigat atenția publicului concurând în emisiunile de televiziune Produce 101 și Unpretty Rapstar înainte de debutul ei solo de pe 5 noiembrie 2017 și ulterior a devenit liderul trupei de fete (G)I-dle în mai 2018. De asemenea, face parte din SM Station X proiectul grupului de fete Station Young și a înfățișat personajul League  of Legends Akali în grupurile muzicale virtuale K/DA și True Damage.

## Viața personală
Jeon So-yeon s-a născut pe 26 august 1998, în Seul, Coreea de Sud. Pe când era copil, ea făcut școala acasă și a urmat ulterior Kuryong Elementary School. Jeon a studiat baletul de mică, participând și câștigând numeroase competiții. După ce a văzut spectacolul trupei Big Bang, a renunțat la balet pentru a urma o carieră muzicală. A participat la 20-30 de audiții în zilele ei de școală elementară, dar nu a trecut de niciuna dintre ele. 
Ulterior, Jeon a decis să urmeze o carieră în rap. În cele din urmă, și-a făcut curaj și a cântat rap la audiții, ceea ce a determinat-o să fie observată și să înceapă să primească apeluri din diferite locuri. Cu domeniul lor muzical diferit de al ei, a decis să-și de-a drumul visului de a deveni cântăreață pentru o vreme și a ales din nou să danseze. Atunci a început viața ei de dansatoare de stradă.
După ce a văzut afișul pentru audiție din 2014 al Cube Entertainment, a decis din nou să de-a audiție și a fost aleasă la audiția care a avut loc la Incheon. După ce a trecut de runda  finală, Jeon a devenit stagiară a Cube Entertainment.

## Carieră

### 2016-2017: Produce 101, Unpretty Rapstar și debutul solo

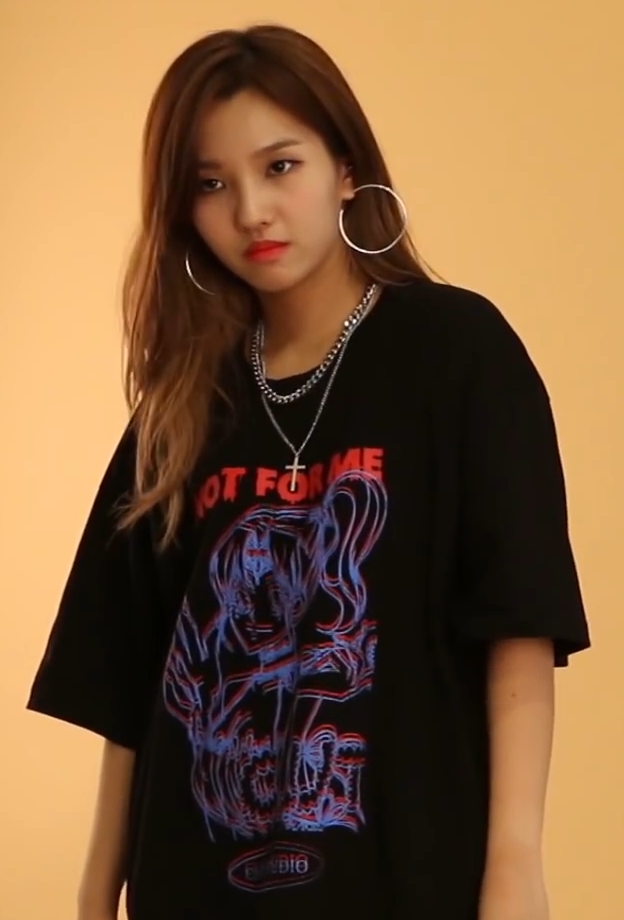
Jeon So-yeon pe parcursul emisiunii Unpretty Rapstar în 2016

În ianuarie 2016, Jeon a apărut ca un stagiar reprezentativ pentru Cube Entertainment în primul sezon al concursului de supraviețuire a grupului de fete, Produce 101. Ea a rămas o concurentă populară pe tot parcursul emisiunii, situându-se pe locul 10 în al cincilea episod. Cu toate acestea, ea s-a clasat pe locul 20 în ultimul episod și nu a reușit să devină membră a trupei de fete câștigătoare, I.O.I.
În iulie 2016, Jeon a apărut ca concurentă în cel de-al treilea sezon al emisiunii concurs de rap Unpretty Rapstar. Spectacolul s-a încheiat cu Jeon pe locul al doilea în clasament, câștigând trei piese pe albumul final de compilație al emisiunii.
Pe 29 decembrie 2016, Jeon a semnat un contract de exclusivitate ca artist în cadrul Cube Entertainment. Ea a debutat oficial pe 5 noiembrie 2017, cu single-urile digitale "Jelly" și "Idle Song", pe care le-a scris ea însăși.

### 2018-prezent: Debutul cu (G)I-dle și colaborări

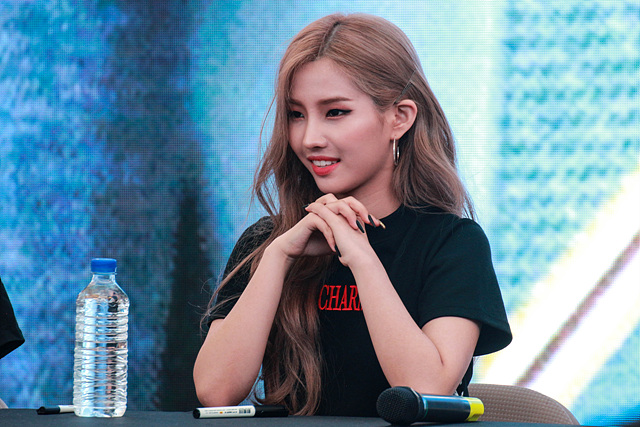
Jeon în 2018

Pe 11 ianuarie 2018, a fost anunțat că Jeon va debuta în noua trupă de fete (G)I-dle, ca lider și rapper principal. Ea este creditată în versurile, muzica și aranjamentul atât pentru melodia lor de debut "Latata", cât și pentru melodia lor de revenire "Hann", ambele au fost bine primite și au avut succes comercial. Ea a contribuit, de asemenea, la scrierea a cinci cântece de pe piesa extinsă (EP-ul) de debut a (G)I-dle, "I Am".
Pe 8 august 2018, a fost anunțat că Jeon va participa la un proiect de trupă de fete, denumit Station Young pentru SM Station X 0, alături de Seulgi din Red Velvet, Kim Chung-ha și SinB din GFriend. Station Young a lansat prima lor piesă, "Wow Thing", pe 28 septembrie 2018.
În februarie 2018, Jeon și colega ei din (G)I-dle, Miyeon, au fost abordate de Riot Games pentru a colabora cu cântărețele americane Jaira Burns și Madison Beer, ca parte a trupei de fete virtuale numit K/DA pentru arena de luptă online multiplayer a jocului video League of Legends. Jeon, Miyeon, Beer și Burns au înregistrat vocile pentru grupul virtual, care constă în versiuni ale personajelor League of Legends. K/DA a debutat oficial cu piesa "Pop/Stars" în cadrul Campionatului Mondial League of Legends 2018 din 3 noiembrie. Clipul muzical oficial pentru "Pop/Stars" a fost lansat în aceeași zi, ajungând la 30 de milioane de vizualizări pe YouTube în cinci zile, și 100 de milioane într-o lună. Singura lansare a melodiei a ajuns numărul 1 în graficul Billboard World Digital Songs. Încarnarea K/DA a personajului Akali, a cărui voce a fost interpretată de Jeon, s-a dovedit a fi deosebit de populară, devenind un subiect frecvent de fan art și cosplay.
În 2019, Jeon a compus piesa "No" a colegelor ei de agenție, CLC, care a fost selectată printr-un blind test și care a servit drept piesă de titlu pe EP-ul "No.1". Jeon și-a reluat rolul lui Akali, în grupul de hip-hop colaborativ League of Legends numit "True Damage". O colaborare cu Becky G, Keke Palmer, Thutmose și Duckwrth, intitulată "Giants", a fost lansată ca  single alături de un videoclip muzical animat pe 10 noiembrie 2019. Piesa este multilingvă interpretată predominant în engleză cu versuri în spaniolă și coreeană. În aceeași zi, grupul a participat la finala Campionatului Mondial League of Legends 2019, la Paris, Franța. A fost cel de-al doilea an consecutiv al lui Jeon, care a participat la ceremonia de deschidere a finalei Campionatul Mondial. "Giants" a debutat pe locurile 15 și 19 în topurile Billboard's Rap and R&B/Hip hop Digital Songs Sales.

## Discografie
- Jelly (2017)
- Idle Song (2018)

## Premii și nominalizări
| An   | Premiu                        | Categorie        | Rezultat | Ref.  |
| ---- | ----------------------------- | ---------------- | -------- | ----- |
| 2017 | Hallyu Hip-hop Culture Awards | Popularity Award | Câștigat | [ 1 ] |